# Vallée Bras-du-Nord
La Vallée Bras-du-Nord est un centre de plein air dans la nature, situé dans le territoire de la municipalité de Saint-Raymond, dans la municipalité régionale de comté de Portneuf, dans la région administrative de la Capitale-Nationale, au Québec, Canada.
Ce parc comporte cinq postes d'accueil: Shannahan, Perthuis, Mauvaise, Cantin et l'accueil principal (secteur Saint-Raymond) dont l'adresse est au 107 Grande Ligne, Saint-Raymond, QC, G3L 2Y4.

## Principales activités
Cette destination plein air du Québec offre 80 km de sentiers de randonnée pédestre et de raquette et 100 km de sentiers de vélo de montagne de type singletrack. Le parc propose aussi des activités de canyoning, la via ferrata, le fat bike et le ski de montagne. Sur le plan des activités nautiques, ce centre propose 17,5 km de descente de rivière en eau calme.
Le parc comporte les sentiers suivants:
- Sentier Bras-du-Nord (8 km - dénivellation de 20 m): de l'accueil Shannahan à la chute Delanay;
- Sentier du Castor (6,9 km - dénivellation de 30 m): à partir de l'accueil Shannahan;
- Boucle de la Hauteur (7,2 km - dénivellation de 160 m): à partir de l'accueil Shannahan;
- Boucle du montagne art (8,6 km - dénivellation de 350 m): à partir de l'accueil Cantin;
- Sentier de la Mauvaise (10,5 km - dénivellation de 140 m): à partir de l'accueil de la Mauvaise;
- Sentier Bras-du-Nord (13,2 km - dénivellation de 200 m): de l'accueil Shannahan à la yourte Delaney;
- Sentier des Falaises (17 km - dénivellation de 400 m): à partir de l'accueil Shannahan;
- Sentier Bras-du-Nord (22,2 km - dénivellation de 350 m): à partir de l'accueil Cantin ou Shannahan;
- Sentier du Philosore (28,1 km (ou 30,2 km) - dénivellation de 200 m): à partir de l'accueil Mauvaise; sentier sauvage pour randonneurs expérimentés[1].

## Hébergement
Les visiteurs peuvent héberger dans le parc selon divers modes d'hébergement:
- huit refuges: refuge le Montagne Art, refuge l'Orignal, refuge La Hutte, refuge des Falaises, refuge La Clairière, refuge La Yourte Delaney, refuge Le Draveur, refuge Le Philosore;
- yourtes: au Village de yourtes Desjardins;
- trois terrains de camping (chacun ayant une vocation distincte): camping Etsanha, camping de la Vallée, camping Shannahan;
- neuf chalets: chalet Loess, chalet Geai Bleu, chalet de la Rivière, chalet Kame, chalet Cardinal, domaine de la Passerelle, au chalet en bois rond, chalets;
- hôtel-Auberges-autres[1].

## Administration
La Vallée Bras-du-Nord est une coopérative de solidarité immatriculée le 2 juillet 2002 au registre des entreprises du Québec. La mission de cet organisme est la mise en marché d'activés récréotouristiques.